# 小行星6300
小行星6300（英語：6300 Hosamu）是一颗围绕太阳公转的小行星。1988年12月30日，T. Hioki、川里信弘在奥多摩町发现了此天体。
这颗小行星的绝对星等为50.23801292810153等。